# Acacia wickhamii
Acacia wickhamii é uma espécie de leguminosa do gênero Acacia, pertencente à família Fabaceae.